# 敏捷近溪蟹
敏捷近溪蟹（学名：Potamiscus elaphrius）为溪蟹科近溪蟹属的动物。在中国大陆，分布于四川等地，多见于水深不足0.2米的临江山坡的狭窄溪沟内、碎石下或泥洞中。其生存的海拔上限为1000米。